# Mazus tainanensis
Mazus tainanensis är en tvåhjärtbladig växtart som beskrevs av T.H.Hsieh. Mazus tainanensis ingår i släktet Mazus och familjen Mazaceae. Inga underarter finns listade i Catalogue of Life.